# 戈爾德克里克 (蒙大拿州)
戈爾德克里克（英語：Goldcreek）是位於美國蒙大拿州鮑威爾縣的普查規定居民點。

## 歷史
戈爾德克里克的郵局自1903年營運至今。

## 人口
根據2020年美國人口普查的數據，戈爾德克里克的面積為0.51平方千米，皆為陸地。當地共有人口9人，而人口密度為每平方千米17.65人。